# Paul Craps
Paul ou Pol Craps, né à Uccle le 16 novembre 1877 et mort à Drogenbos le 27 avril 1939, est un peintre, graveur et aquafortiste belge.

## Biographie

### Famille
Paul (Jean Félix Paul, parfois dit Pol) Craps, né à Uccle le 16 novembre 1877, est le fils de Louis Pierre Craps (1836-1902), négociant, et de Marie Sophie De Bue (1851-1945). Le 25 octobre 1902, il épouse à Uccle Marie Victorine Claire Van Elewijck (1879-1946), institutrice. Le couple a sept enfants et réside rue Longue no 18 à Drogenbos,.

### Formation
De 1894 à 1897, Paul Craps est étudiant à l'Académie royale des beaux-arts de Bruxelles. Il apprend la gravure auprès d'Auguste Danse qui l'influence durablement. Il devient, en juin 1894, membre effectif de la Société des Aquafortistes belges en étant sélectionné grâce à sa pointe sèche intitulée Tête, copie d'après le peintre florentin Agnolo Gaddi qui figure dans l'album annuel édité par l'association.

### Carrière
Paul Craps expose régulièrement aux salon de la Société des Aquafortistes belges et de L'Estampe. Il présente La Vision de Saint François d'Assise, une eau-forte d'après van Dyck, au Salon des artistes français de 1900 à Paris.
Établi à Drogenbos, Paul Craps s'intègre à la vie de la commune en adhérant aux fanfares, à la chorale et à la société colombophile. Son cercle d'amis comprend les peintres Louis Thévenet et Jehan Frison, de même que le sculpteur Joseph Baudrenghien. Ce dernier lui permet d'exposer dans son atelier à Uccle en 1913. Durant la Première Guerre mondiale, il expose dans des salonnets à Uccle et à Drogenbos.
Membre actif du cercle « Uccle centre d'art », Paul Craps participe, à partir de 1921 à plusieurs expositions annuelles, généralement au château de Wolvendael.
Parmi ses élèves, les plus connus sont Félix De Boeck (de 1909 à 1915) et Nicolas de Staël qui suit quelques cours auprès de Paul Craps en 1934.
En 1937, Paul Craps termine la construction d'un bungalow dans son jardin. Il y expose ses œuvres l'année suivante. Paul Craps meurt, à l'âge de 61 ans, chez lui, à Drogenbos, le 27 avril 1939.

## Œuvre

### Caractéristiques

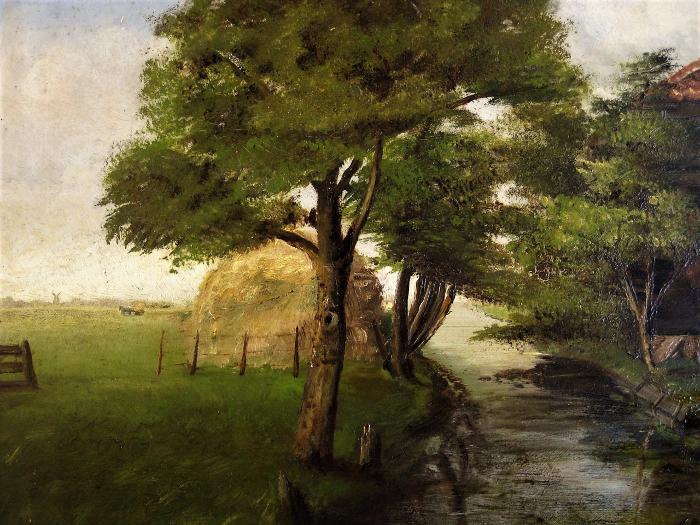
Paysage (1910).

Paul Craps grave et peint des paysages, des portraits, des intérieurs d'auberge, des vues de fermes et des vues de villes. Ses paysages se situent généralement dans la région où il demeure : Uccle, Calevoet, Drogenbos, Beersel, Dilbeek, Grimbergen, Alsemberg, Linkebeek, le Pajottenland, Hal, mais aussi en Campine ou au littoral belge. 
Ses portraits représentent des particuliers, de même que des célébrités de l'époque comme Edith Cavell, le général Gérard Leman ou des artistes comme Auguste Danse, Émile Wauters et Félicien Rops.
Les gravures de Paul Craps reproduisent parfois des œuvres d’autres artistes : La Lettre de faire-part de Louis Thévenet, Le Lampiste de James Ensor (1911). Il s'inspire également de maîtres anciens comme Rubens, van Dyck,  Jordaens, ou encore van Eyck.

### Réception critique

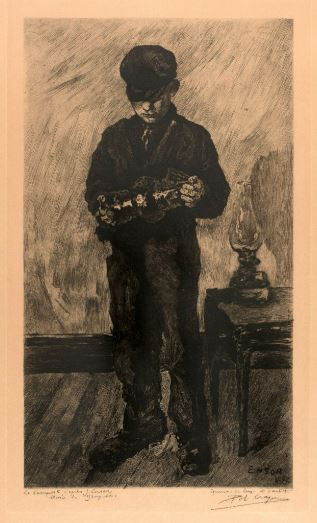
Le Lampiste, gravure d'après James Ensor.

En 1918, le critique Charles Desbonnets écrit : « M. Pol Craps, l'un des meilleurs élèves du maître Danse est graveur dans l'âme. […] Il affirme un art allègre, élégant, sans rien de guindé, d'affecté, ni de solennel. C'est incontestablement un inspiré, un impulsif, un simple aussi qui voit très juste. Aussi son métier est-il net, clair, précis, sans rien cependant de violent ou d'ostentatoire. Les Dunes aux environs de La Panne est une œuvre de valeur qui sera fort justement admirée, elle est d'une exécution souple et sûre. Les Ancêtres, un autre dessin, sont empreints d'une douce poésie, ainsi que la Chapelle de Stalle, si délicatement gracieuse. Un Coin de Hal, dessin rehaussé, a de quoi retenir aussi par son pittoresque. J'ai dit que Pol Craps est avant tout  aquafortiste. Son Lampiste, d'après la toile d'Ensor est plus qu'un brevet de virtuosité[…]. Je signalerai aussi La Lettre de faire-part, doucement mélancolique, Soir en Campine, Le Crosselberg à Uccle, Le Château de Drogenbos, une pointe sèche originale. »
En 1922, le critique Charles Conrardy écrit : « M. Pol Craps dessine ou grave à l'ancienne manière ; naturaliste fixant des paysages convenablement arborés, des vues de la banlieue brabançonne ou des impressions devant la mer. »

### Collections muséales
Des œuvres de Paul Craps sont conservées au Musée Charlier à Saint-Josse-ten-Noode, au Musée d'Art à la mer à Ostende, au Cabinet des Estampes de la Bibliothèque royale de Belgique à Bruxelles, dans la collection de la commune de Drogenbos et à la Bibliothèque nationale de France à Paris.

### Galerie

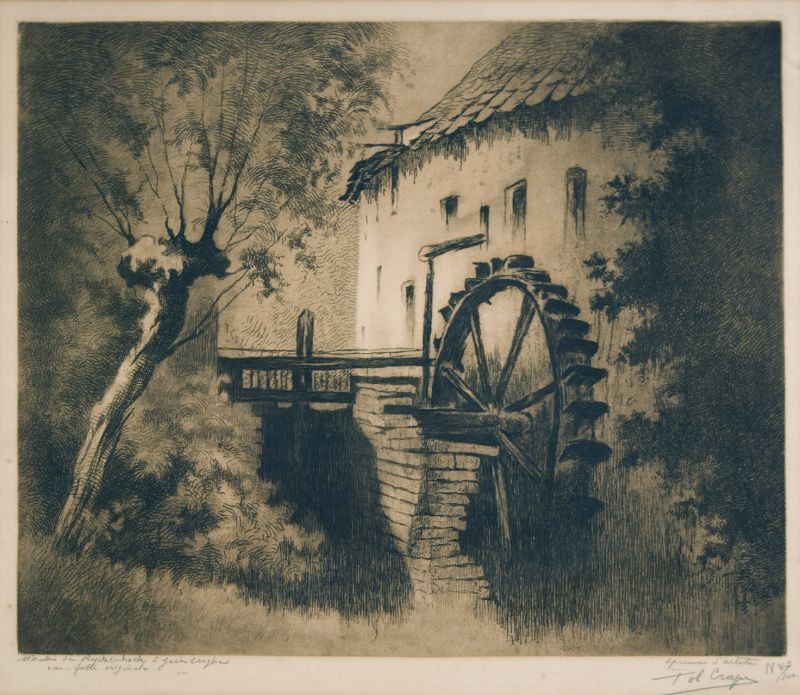
Moulin au Rijkenhoek.
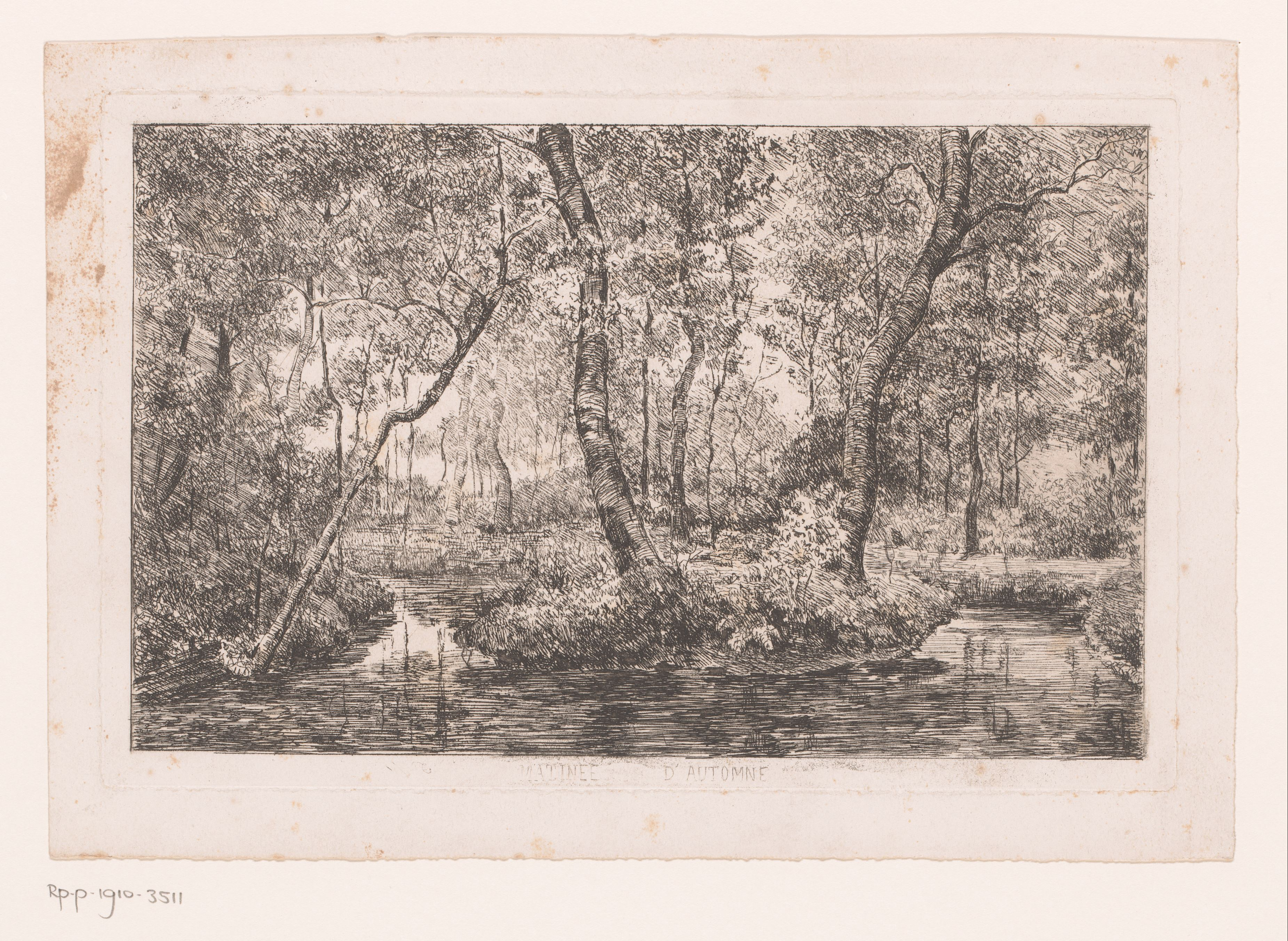
Paysage boisé avec ruisseau.
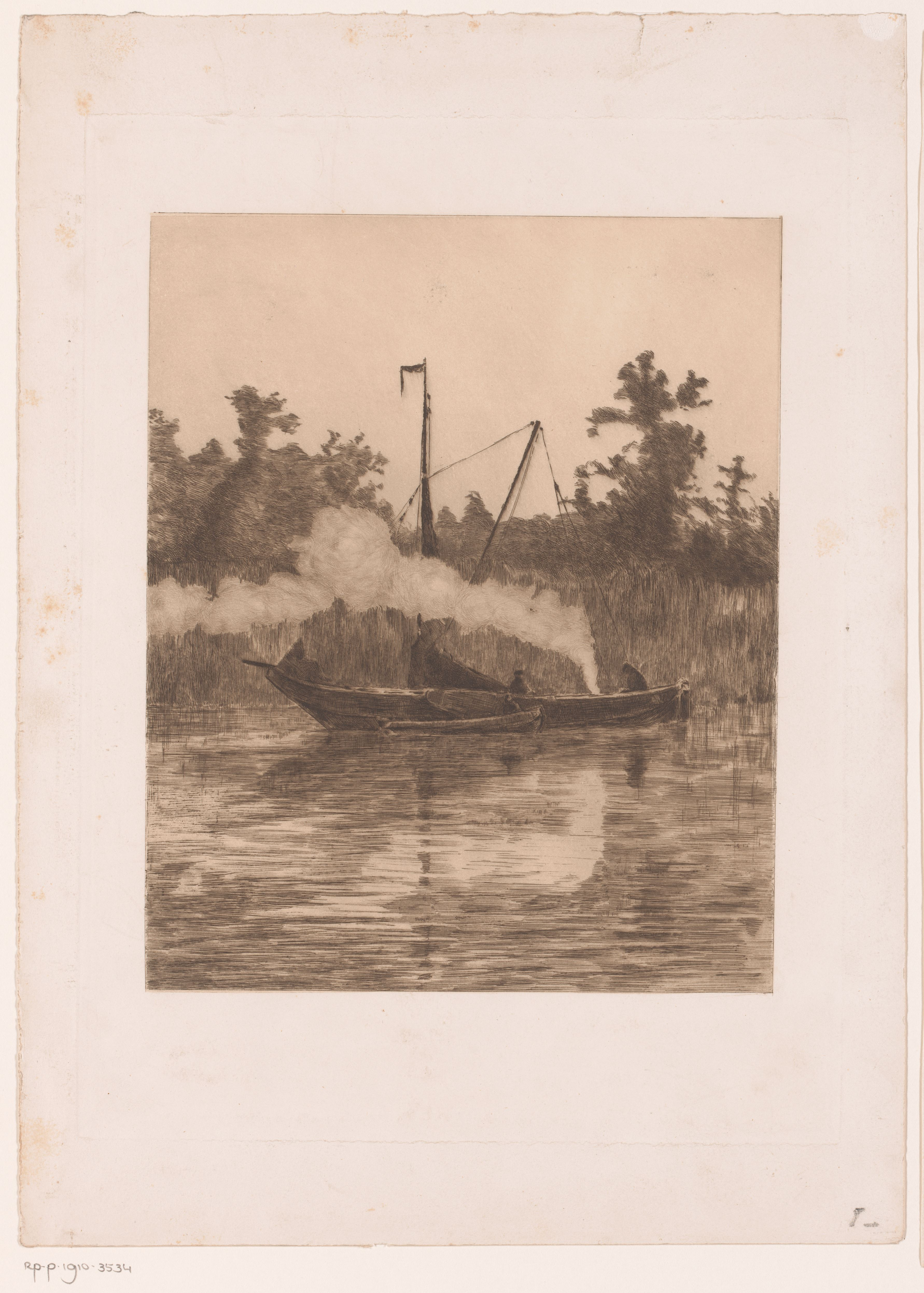
Deux bateaux dans un canal.
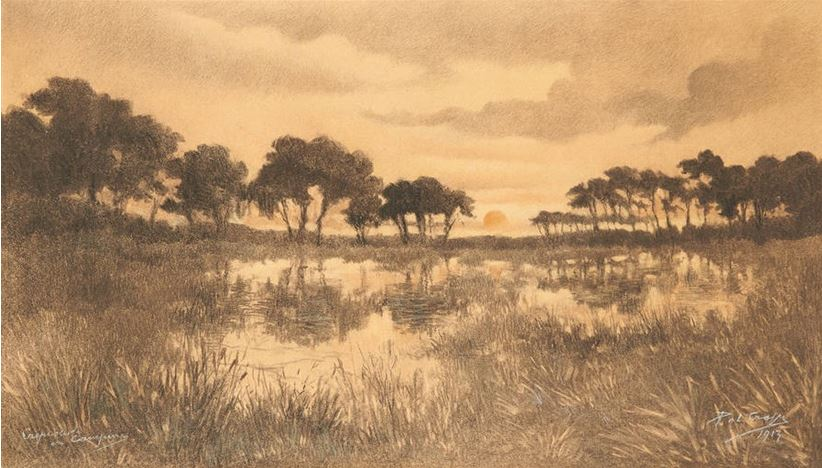
Crépuscule en Campine (1913).